# 火星科学实验室
火星科学实验室（英語：Mars Science Laboratory，縮寫：MSL）是2011年11月26日由美国宇航局发射的无人火星探测任务，该任务于2012年8月6日在盖尔撞击坑成功降落了“好奇号”火星车。总体目标包括调查火星宜居性、研究其气候和地质，以及为载人火星任务收集相关数据。该火星车搭载了由国际团队设计的各种科学探测仪器。

## 概述

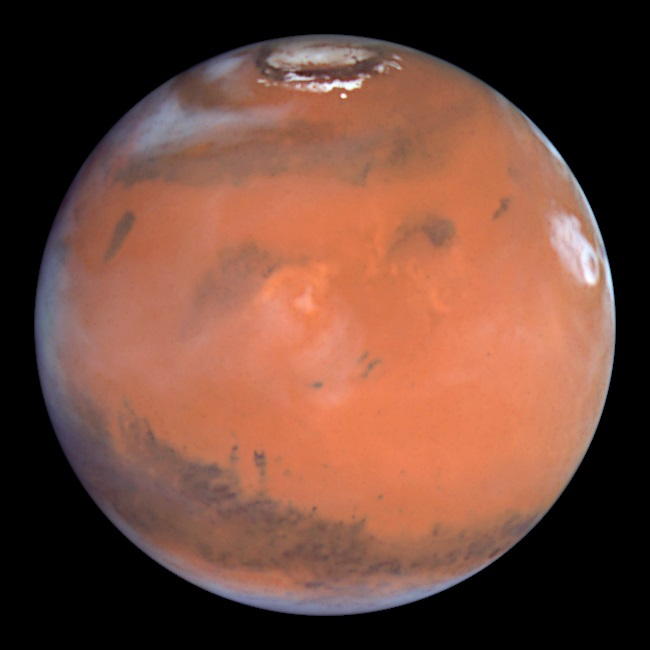
哈勃空间望远镜火星视图:可在中间偏南偏左处看到一个小黑点-盖尔撞击坑，尘埃从那里向南延伸。

火星科学实验室成功实现了迄今为止所知航天器中最精准的一次火星着陆，它降落在盖尔撞击坑埃俄利斯沼内一处范围仅7×20公里（4.3×12.4英里）的椭圆形小目标区内，位于距目标中心以东2.4公里（1.5英里）、以北400米（1300英尺）处，该位置靠近山埃俄利斯山（又称“夏普山”）。火星车任务将在5×20公里（3.1×12.4英里）的范围内探索至少687个地球日（1个火星年）。
火星科学实验室任务是美国宇航局火星探索计划的一部分，为加利福尼亚理工学院喷气推进实验室管理的一项长期性无人火星探测项目，火星科学实验室项目的总成本约为25亿美元。
之前已成功登陆的美国火星探测车包括火星探路者号任务中的“旅居者号”和火星探测漫游者“勇气号”和“机遇号”，而“好奇号”较之“勇气号”和“机遇号”重五倍，长两倍，所携带的科学仪器质量则超过了十倍。

## 目标与任务

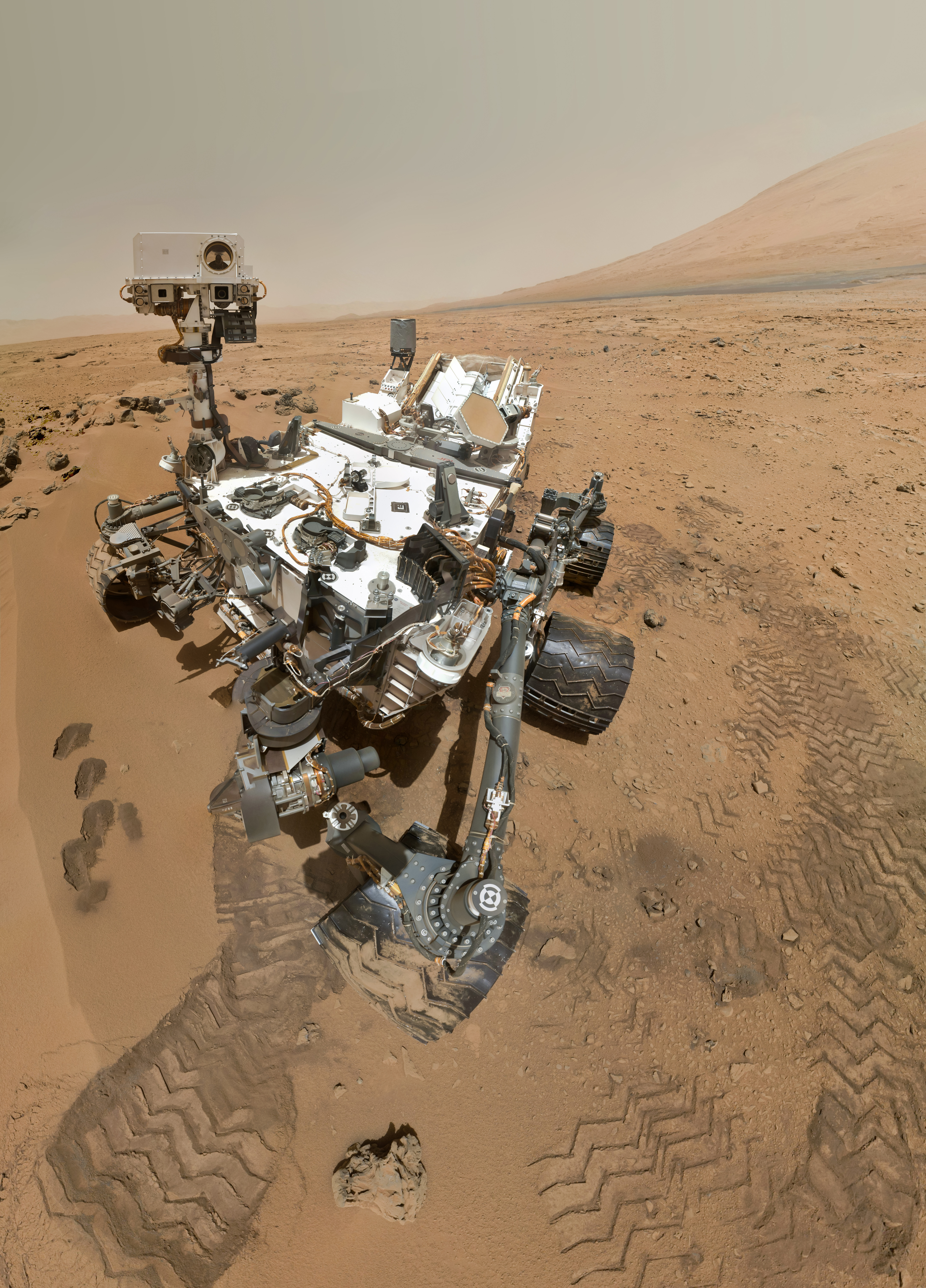
火星科学实验室在盖尔撞击坑第个火星日（2012年10月31日）的自拍照。

火星科学实验室有四大探索目标：确定着陆点的宜居性及水的作用、研究火星气候和地质，为未来载人火星任务作准备。
为实现这些目标，火星科学实验室确立了八项主要科学任务：
生物学：
- （1）测定有机碳化合物的性质和分布；
- （2）研究构成生命基石的化学物质（碳、氢、氮、氧、磷和硫） ；
- （3）识别可能代表生物作用影响的特征（生命印迹）。

地质和地球化学
- （4）研究火星表面和地表下地质材料的化学、同位素和矿物成分；
- （5）解释所形成的作用过程及岩石和土壤改性。

行星演化：
- （6）评估悠久的（40亿年）火星大气层演变过程；
- （7）确定火星上水循环和二氧化碳的现状和分布。

表面辐射：
- （8）描述表面包括宇宙辐射、太阳质子事件和次级中子等在内的各类辐射。作为探索的一部分，它在前往火星途中，还测量了航天器内的辐射暴露水平，并在探索火星表面时继续进行辐射测量，这些数据对未来人类任务非常重要[25]。

经一年的表面探测，在评估了古代火星可能适宜微生物生存后，火星科学实验室任务目标已转为开发有机化合物和生物分子保存处理的预测模型，一门称作埋藏学的古生物学分支。

## 设备

### 航天器

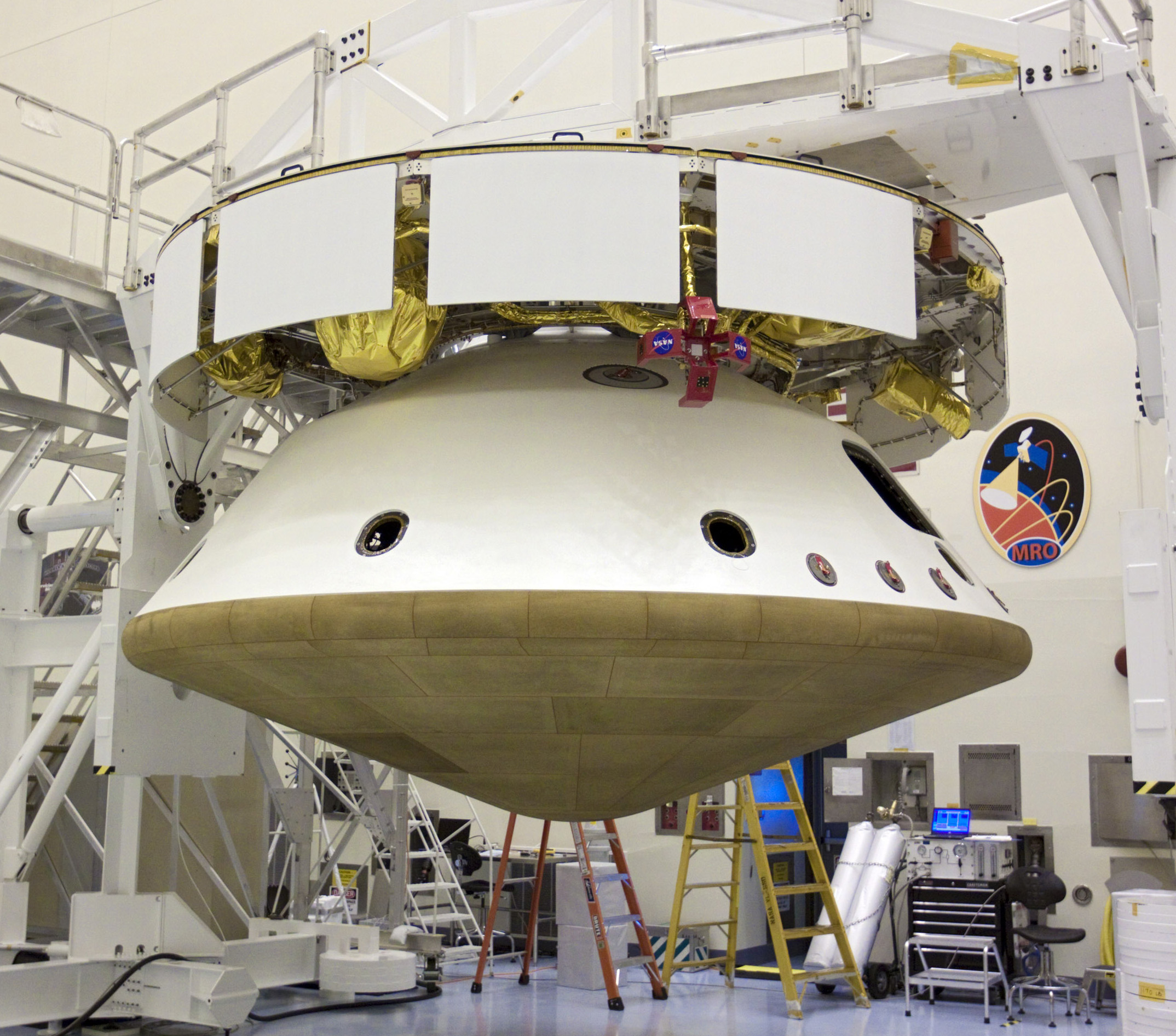
总装后的火星科学实验室

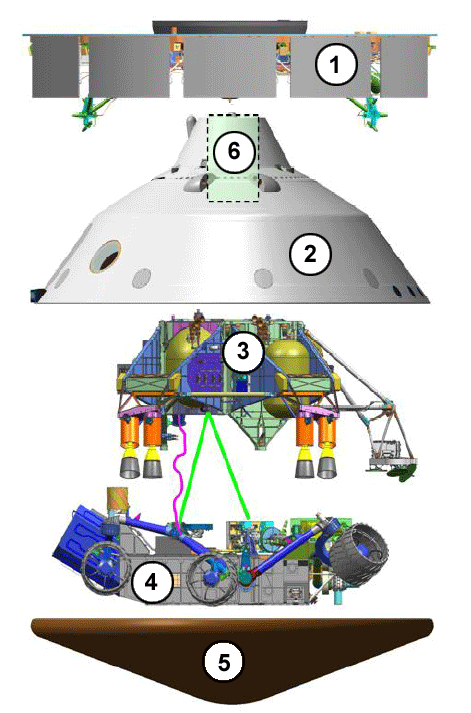
火星科学实验室航天器示意图：1- 巡航段；2-后罩；3-下降段；4- “好奇号”火星车；5-防热盾 ； 6-降落伞

航天器的飞行系统发射质量为3893千克(8583磅)，包括带动力的地球-火星间巡航段(539 千克(1188磅))、进入-下降-着陆(EDL)系统（2401千克(5293磅)，含390千克(860磅)着陆推进剂）和一辆安装有集成仪器组件的899千克(1982磅)移动漫游车。
在前往火星的太空飞行过程中，除漫游车上的辐射评估探测器（RAD）外，航天器还使用了其它航天专用仪器。
- 火星科学实验室进入-下降-着陆仪(MEDLI): 该探测器主要用于监测气动热环境、隔热层材料变化、飞行器方向和大气层密度[28]。该仪器套件安装在火星科学实验室大气层进入飞行器的防热盾中，所获取的数据将用来验证火星大气层模型，明确未来着陆器的设计裕度，从而支持未来的火星任务。进入-下降-着陆仪(MEDLI)主要由三大子系统构成：集成传感器探头（MISP）、火星大气层进入数据系统（MEADS）和传感器电子支持设备（SSE）。

### 火星车

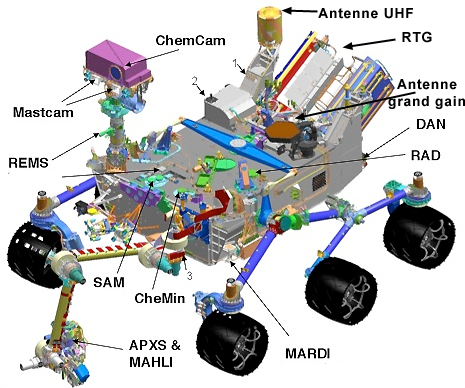
颜色编码的火星车示意图

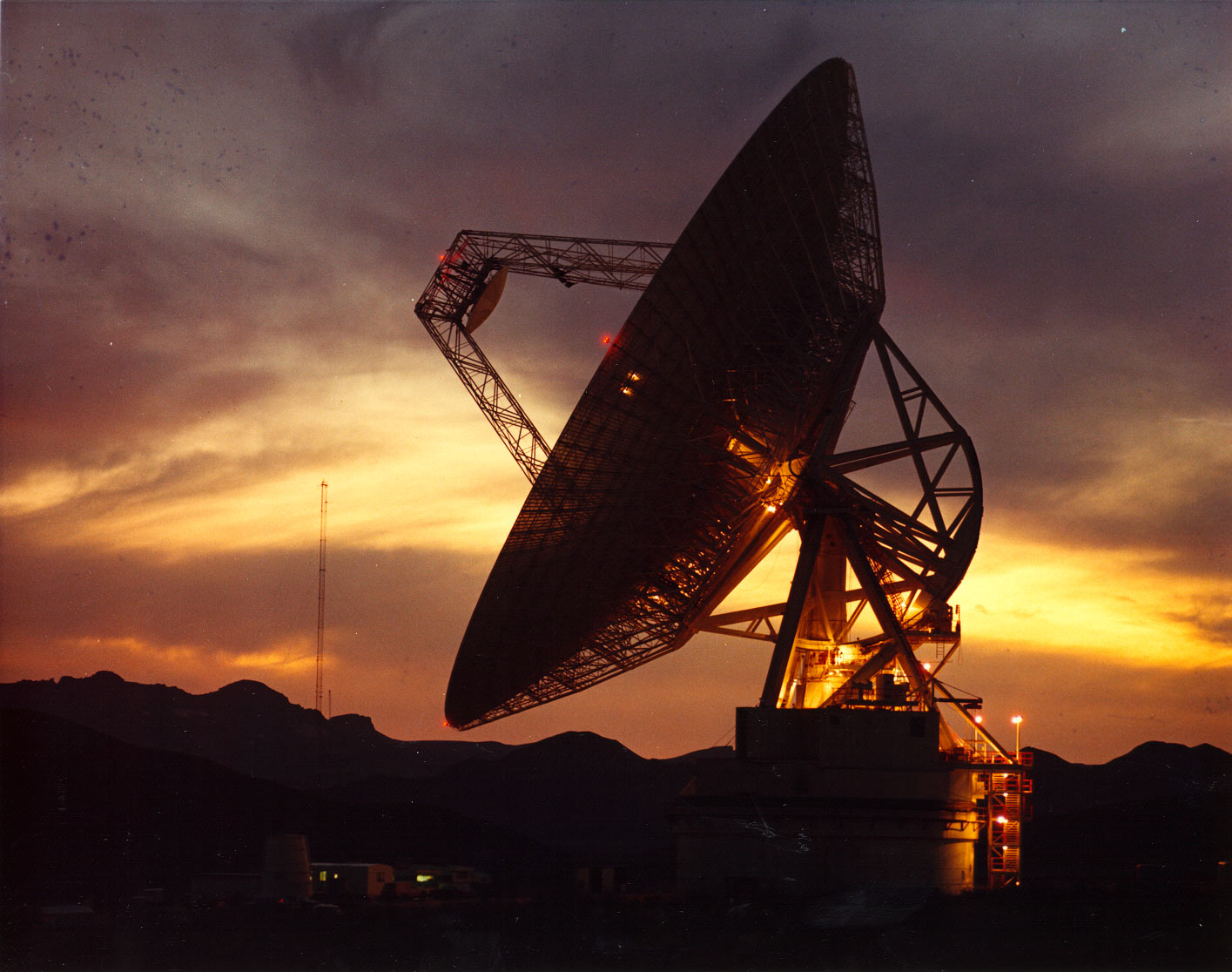
可接收信号的戈德斯通天线

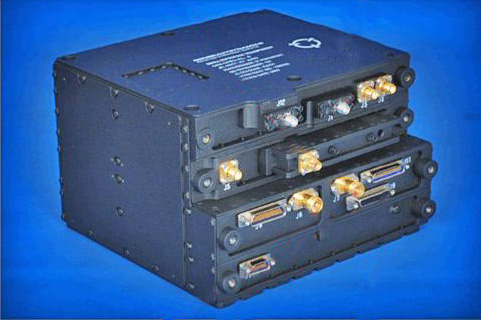
小型深空转发器

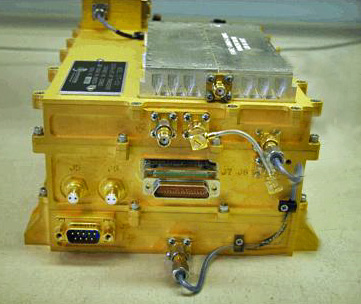
厄勒克特拉简化版转发器

“好奇号”漫游车的质量为899千克(1982磅)，由多任务放射性同位素热电发电机（MMRTG）供电的六轮摇杆转向架系统每小时可行驶90米(300英尺)，并使用X波段和特高频波段进行通信。
- 计算机：两台相同的车载计算机，称为“漫游车计算元件”(RCE)，包含抗辐射内存，可承受来自太空的极端辐射，并防止断电循环。每台计算机的内存包括256KB的可擦除只读存储器、256MB的随机存取存储器和26GB的闪存的[29]。与之相比，火星探测漫游者使用的内存容量则为3MB的可擦除只读存储器，128MB的随机存取存储器和256MB的闪存容量[30]。

车载计算机使用运行频率为200兆赫兹的"RAD750"型芯片(火星探测漫游者所用“RAD6000”芯片的后续型)，RAD750 芯片处理速度高达400百万指令/秒(MIPS)，而 RAD6000 型芯片最多只支持每秒3500万条指令。在两台车载计算机中，一台设置为备份，在主计算机出现问题时接管。
漫游车安装有惯性测量单元(IMU)，可提供用于导航的三轴位置信息。漫游车上的计算机不断进行自我监控，如调节漫游车温度等，以保持自身的正常运行，而拍照、驾驶和操作仪器等活动则是按照飞行团队发送来的指令执行。
漫游车计算机运行的VxWorks，为风河系统公司编程的实时操作系统。在火星之旅期间，VxWorks 运行了专门用于任务导航和制导阶段的应用程序，且还有一套预编程软件用于处理复杂的进入-下降-着陆操作。着陆后，这些应用程序都将被执行地面驾驶和探测活动的软件替换。
- 通信：以备冗余，“好奇号”配备了多种通信方式，一台通过深空网络直接与地球通信的X波段小型深空转发器[40]；另一台为与火星轨道器通信的特高频“厄勒克特拉简化版”软件无线电[27]:46。X波段系统有一台带15瓦功率放大器的无线电及两副天线：其中一副为低增益全向天线，可以以极低的数据速率（最大15字节/秒）与地球通信，无论漫游车所处方位如何；另一副高增益天线，可以以32千字节/秒的速度通信，但必须瞄准；特高频系统有两台无线电（发射功率约为9瓦[27]:81)，共用一架全向天线，它可分别以2兆字节/秒和256千字节/秒的传输速率与火星勘测轨道飞行器(MRO)和2001火星奥德赛号轨道器(ODY)通信，但每艘轨道飞行器每天只能与“好奇号”通信约8分钟[41]。轨道飞行器拥有更大的天线和更强的无线电，可比漫游车的直接传输更快地将数据发回地球。因此，“好奇号”（火星科学实验室）发回的大部分数据都是通过这两颗卫星的超高频中继链路转发，前10天的数据返回量约为每天31兆字节。

通常，在15分钟（900秒）的通信窗口期内，从地球以1-2千字节/秒的数据速率直接向火星车发送225千字节/天的指令，而火星车收集的大量数据则通过卫星中继传回:46。与地球的单向通信延迟时间从4分钟到22分钟不等，具体取决于两颗行星间的相对位置，平均约为12.5分钟 。
着陆时，“2001火星奥德赛”轨道器、“火星勘测轨道飞行器”和欧空局“火星快车号”进行了监测。奥德赛号能将超高频遥测数据实时传回地球，传递时间因两行星间的距离而异，着陆时为13分46秒。

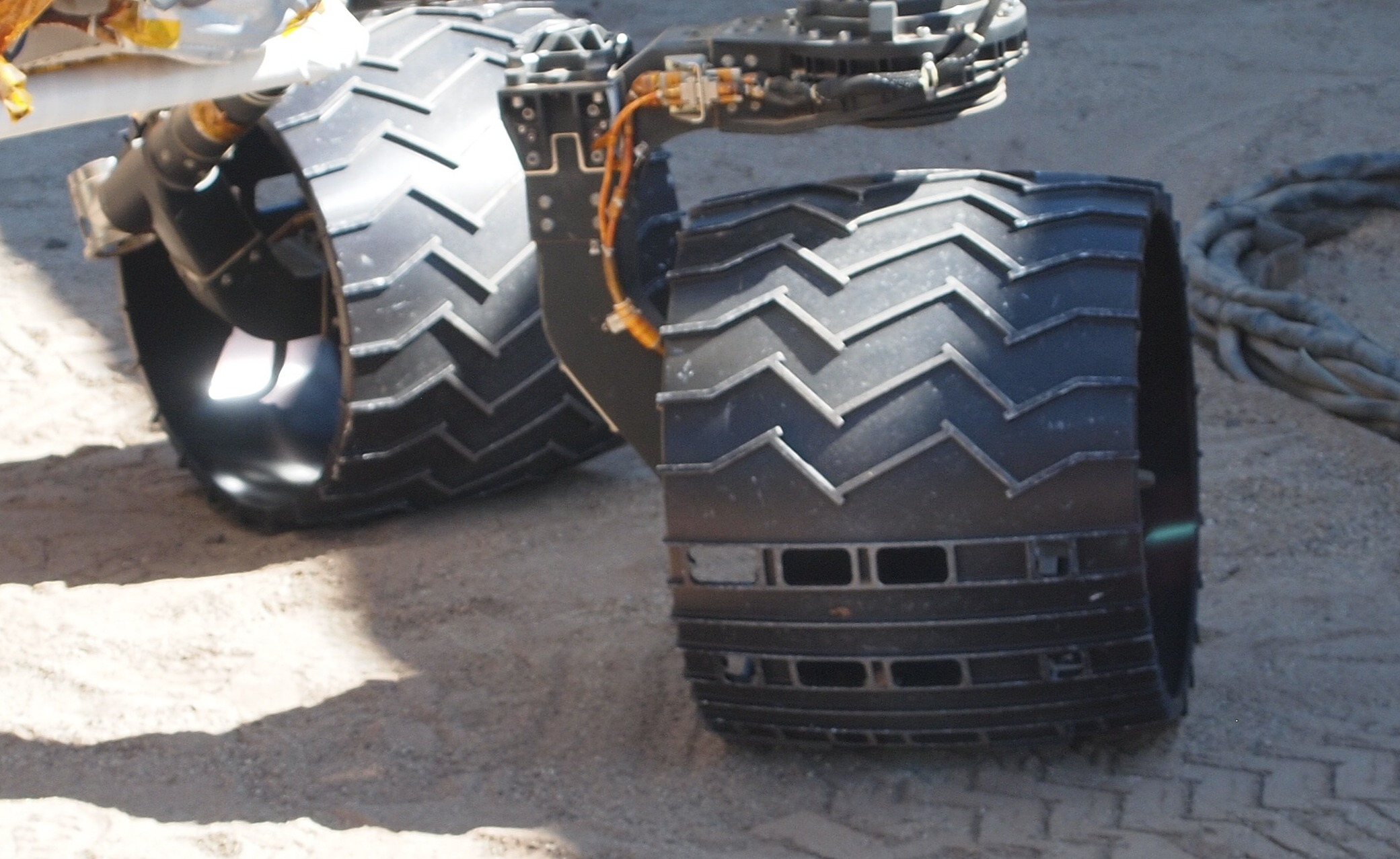
“好奇号”的车轮，三条水平车轮纹上的小(点)和大(杠)孔表示了“JPL”(喷气推进实验室)的莫尔斯电码符号，每行上的代码从右向左读取。

- 行驶系统：与较小的前一代不同，“好奇号”配备的六轮摇杆-转向悬架系统[45][46]还用作车辆的起落架。这些车轮比之前火星车上所用车轮大得多（直径50厘米），每只车轮都有防滑齿，独立驱动和换档，可在软沙地中攀行和攀岩。四只角轮可独立转向，允许车辆原地或弧形转弯[27]。车轮上的车纹有助于保持牵引力，并在火星沙质地表留下车辙印痕，车载相机通过这种车痕来判断行驶距离。车轮纹本身是“喷气推进实验室”英文缩写“JPL”的莫尔斯电码符(•−−− •−−• •−••)[47]。根据车辆质心位置设置，好奇号可在任何方向上倾斜至少50度而不会翻倒，但自动传感器将限制漫游车倾斜超过30度[27]。

#### 探测仪器
| 主要探测仪器                 |
| ---------------------------- |
| APXS – 阿尔法粒子X射线光谱仪 |
| ChemCam – 化学和摄像综合设施 |
| CheMin – 化学与矿物分析仪    |
| DAN – 中子反照率动态探测器   |
| Hazcam – 避障相机            |
| MAHLI – 火星手部透镜成像仪   |
| MARDI – 火星着陆相机         |
| MastCam – 桅杆摄像机         |
| MEDLI – 进入下降着陆仪       |
| Navcam – 导航相机            |
| RAD – 辐射评估探测器         |
| REMS – 漫游车环境监测站      |
| SAM – 火星样本分析设备       |

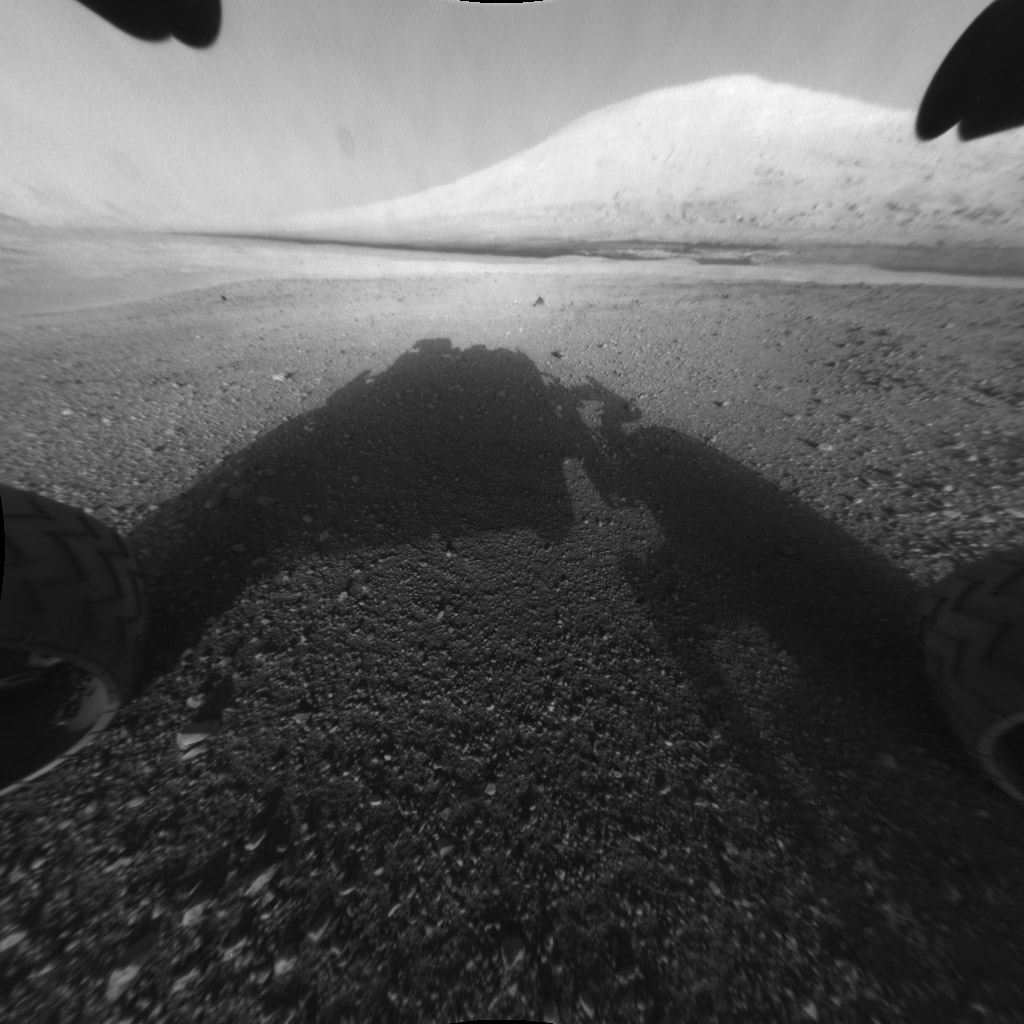
“好奇号”的阴影和埃俄利斯山(“夏普山”)

常规分析策略是从高分辨率相机发现的感兴趣特征开始，如对某一特定表面感兴趣，“好奇号”则可用红外激光蒸发其中的一小部分，并检查所产生的光谱特征以查询岩石的元素成分。如果这一特征引起了人们的关注，漫游车将交替使用机械手臂上的显微镜和X射线光谱仪进行仔细的观察。如需对样本作进一步分析，“好奇号”则可钻入岩石并将粉末样本送入探测车内的样本或化学与矿物分析实验室。
- 阿尔法粒子X射线光谱仪 (APXS):该设备可用α粒子照射样本，并绘制被激发出的X射线的光谱图，以测定样品的元素成分。
- 化学与矿物分析仪:“CheMin”为“化学和矿物”的缩写，是一台X射线衍射和X射线荧光分析仪[51][52][53]。它将识别和量化岩石和土壤中存在的矿物质，从而评估水在它们形成、沉积或蚀变过程中的作用[52]。此外，该仪器检测的数据将有助于寻找可能的矿化生命印迹、生命能源或过去宜居环境的指标[51][52]。
- 火星样本分析设备 (SAM):火星样本分析仪套件将分析大气层和固体样本中的有机物和气体[49][50]，包括火星大气层中二氧化碳(CO2)和甲烷(CH4)中的氧和碳同位素比率，以区分它们的地球化学或生物性来源[49][54][55][56][57]。

辐射剂量比较—包括火星科学实验室上的辐射评估探测器在从地球到火星途中检测到的剂量（2011年-2013年）。
火星表面500天
180天火星旅程
国际空间站半年
美国能源部辐射从业者年限额
腹部CT扫描
美国年均水平，所有来源
年宇宙辐射水平(海平面)

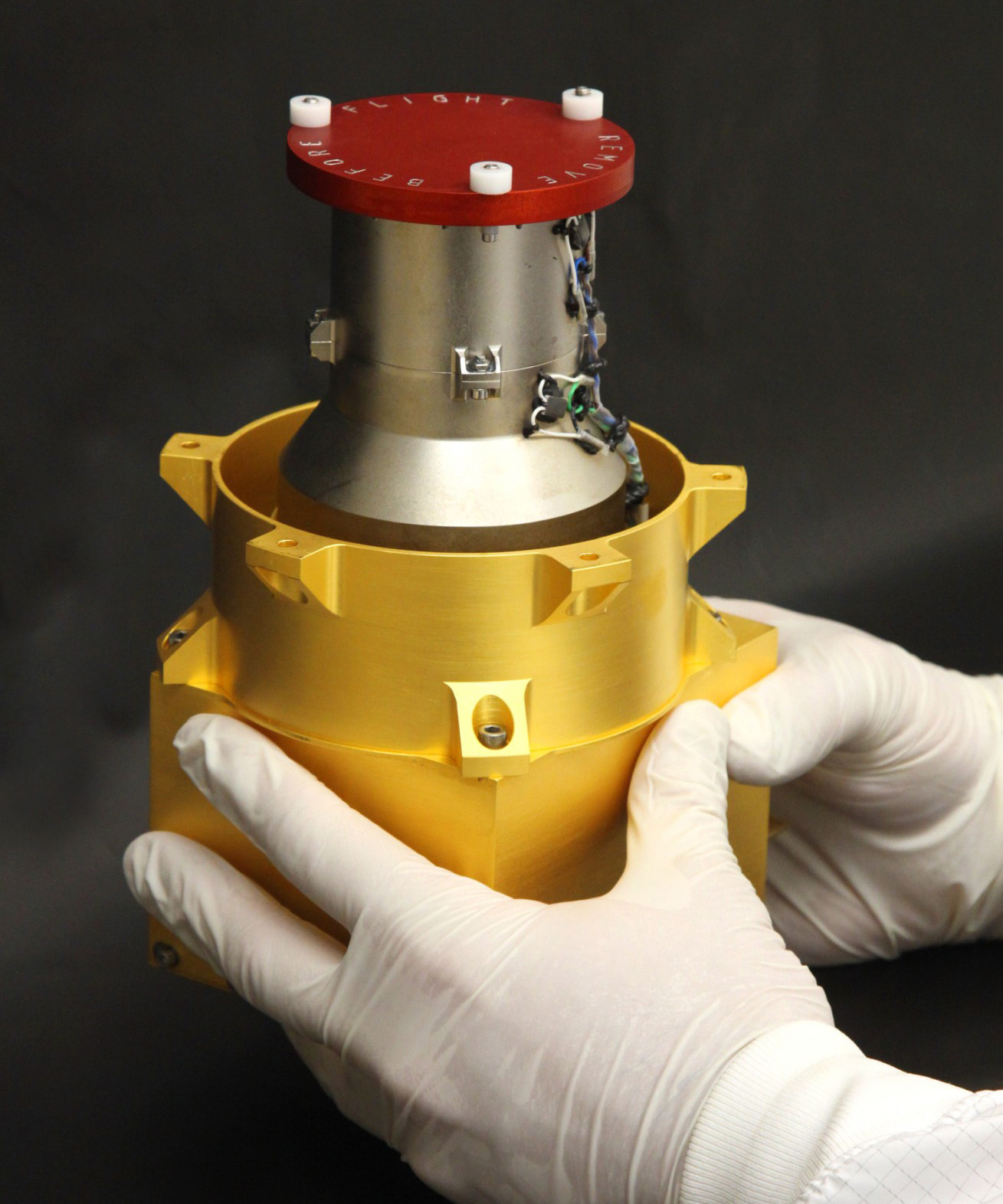
“好奇号”上的辐射评估探测器。

- “好奇号”上的辐射评估探测器。辐射评估探测器 (RAD):该仪器在火星科学实验室上十台检测设备中第一个被打开，无论在途中还是在火星表面，它都描绘出了火星环境中所承受的各类辐射特征。自发射后打开以来，它记录到了由太阳引发的数次辐射峰值[61]。2013年5月31日，美国宇航局科学家报告说称，根据2011-2012年火星科学实验室的辐射评估探测器在从地球前往火星期间检测到的高能粒子辐射量，未来载人火星任务可能会面临巨大的辐射风险[58][59][60]。
- 中子反照率动态探测器 (DAN):应用于测量火星表面或附近氢或冰及水的脉冲中子源和探测器[62][63]。2012年8月18日(第12个火星日)，俄罗斯研制的探测设备—中子动态反照率测量仪开启[64]，标志着俄美在火星探索合作上取得了成功，也是自火星3号发射后的40多年来，俄罗斯第一台在火星表面工作的科学仪器[65]，该仪器设计用于探测地下水[64]。
- 漫游车环境监测站 (REMS):西班牙和芬兰提供的气象测量套件和紫外线传感器[66]，用来测量湿度、气压、气温、风速和紫外辐射[66]。
- 摄相机:“好奇号”总共安装有17台相机[67]—12台工程相机（避险和导航相机）、5台科学探测相机。其中：马林空间科学系统公司开发了火星手部透镜成像仪、着陆相机和桅杆相机，它们都共享相同的设计组件，如车载电子成像处理盒、1600×1200电荷耦合器件和拜尔滤色镜[68][69][70][71][72][73]。该公司还开发了一对可变焦距镜头的相机[74]，但由于新硬件需要时间测试，加之2011年11月的发射日期即将来临[75]，这种相机没用在好奇号漫游车上，不过改进后的变焦版本（Mastcam-Z）已被选定用于火星2020任务[76]。

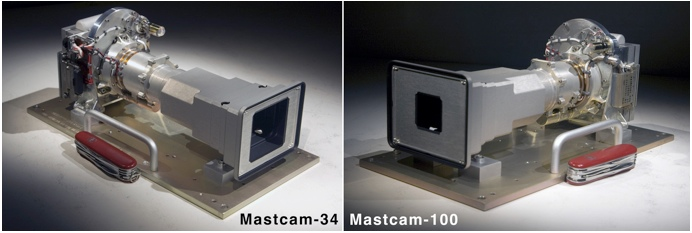
两台桅杆相机与瑞士军刀对比

  - 两台桅杆相机与瑞士军刀对比 桅杆相机(MastCam)：桅杆相机系统通过两台相机提供多种光谱和真彩成像[69]，可拍摄1600×1200像素的真彩图像和高达10帧/秒的高清(1280×720)硬件压缩视频[77]。桅杆相机中一台为中角度相机(MAC)，拥有34毫米焦距和15度视场，可拍摄1公里范围比例为22厘米/像素(8.7英寸/像素)图像。另一个桅杆相机是窄角相机(NAC)，焦距为100毫米(3.9英寸)，视场5.1度，可拍摄1公里(0.62英里)范围的7.4厘米/像素(2.9英寸/像素)比例图像[69]。每台相机都有8G的闪存，能存储5500多幅原始图像，并可应用实时无损数据压缩[69]。这些相机具有自动对焦功能，可对焦2.1米(6英尺11英寸)到无限远处的物体[72]。除了固定的RGBG拜尔滤色镜外，每台相机都有一个八位滤镜轮。虽然拜尔滤镜会降低可见光通量，但在波长超过700纳米时，所有这三种颜色大多透明，且对此类红外观测的影响最小[69]。
  - 火星手部透镜成像仪(MAHLI)：该系统由安装在漫游车机械手臂上的相机组成，用于获取岩石和土壤的显微图像，带有白色和紫外发光二极管照明。
- 化学相机：罗杰·温斯(Roger Wiens)设计的一套遥感仪系统，用于击穿10米以外的火星表面，并测量构成陆地的不同组成成分[78]。该设备包括第一次用于行星科学的激光诱导击穿光谱（LIBS）系统以及“好奇号”第五台科学相机，即远程显微成像仪(RMI)。远程显微成像仪能在0.02弧度(1.1度)的视场中提供1024×1024分辨率的黑白图像，[79]大约相当于35毫米相机的1500毫米镜头。

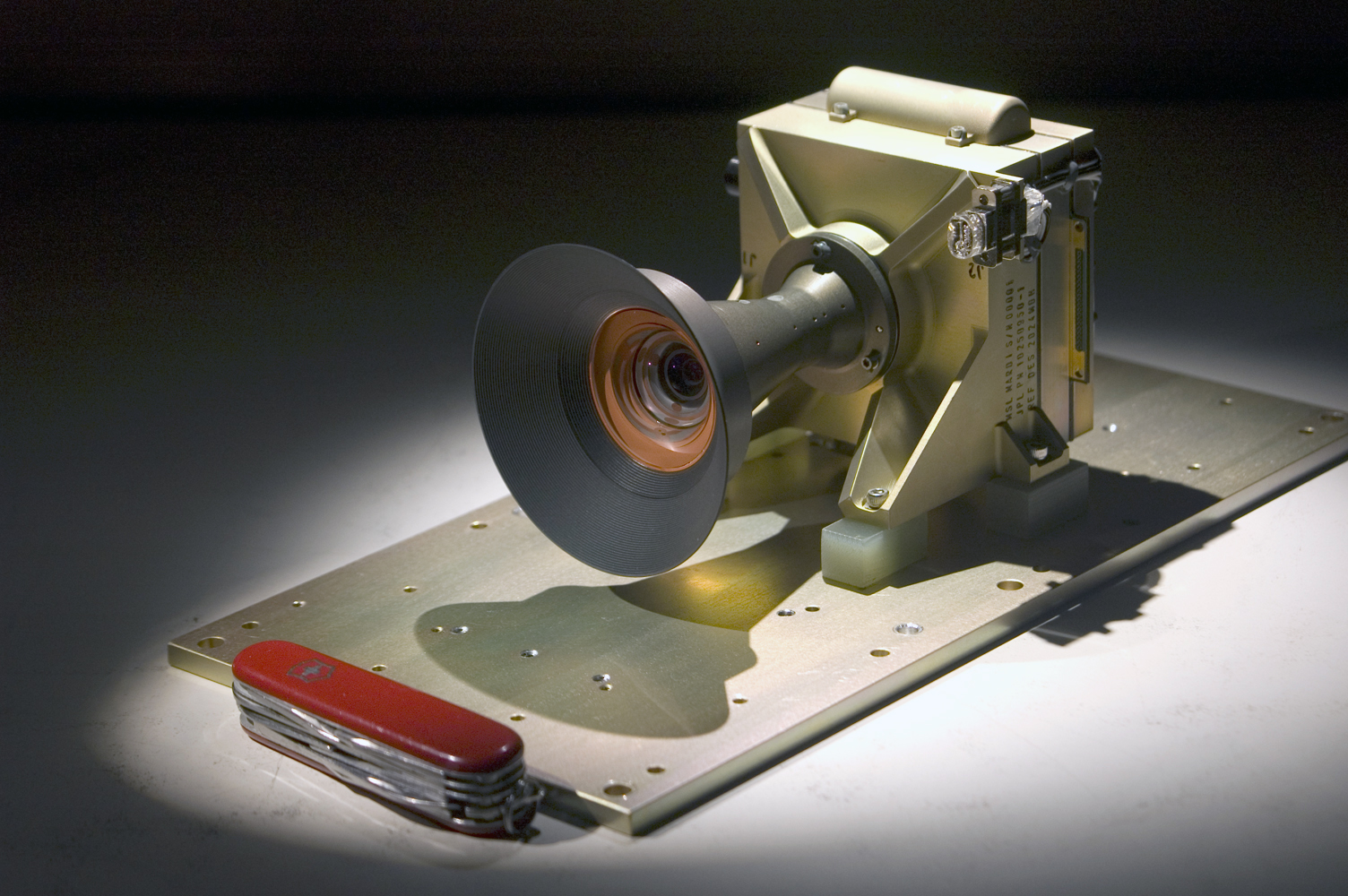
火星着陆相机

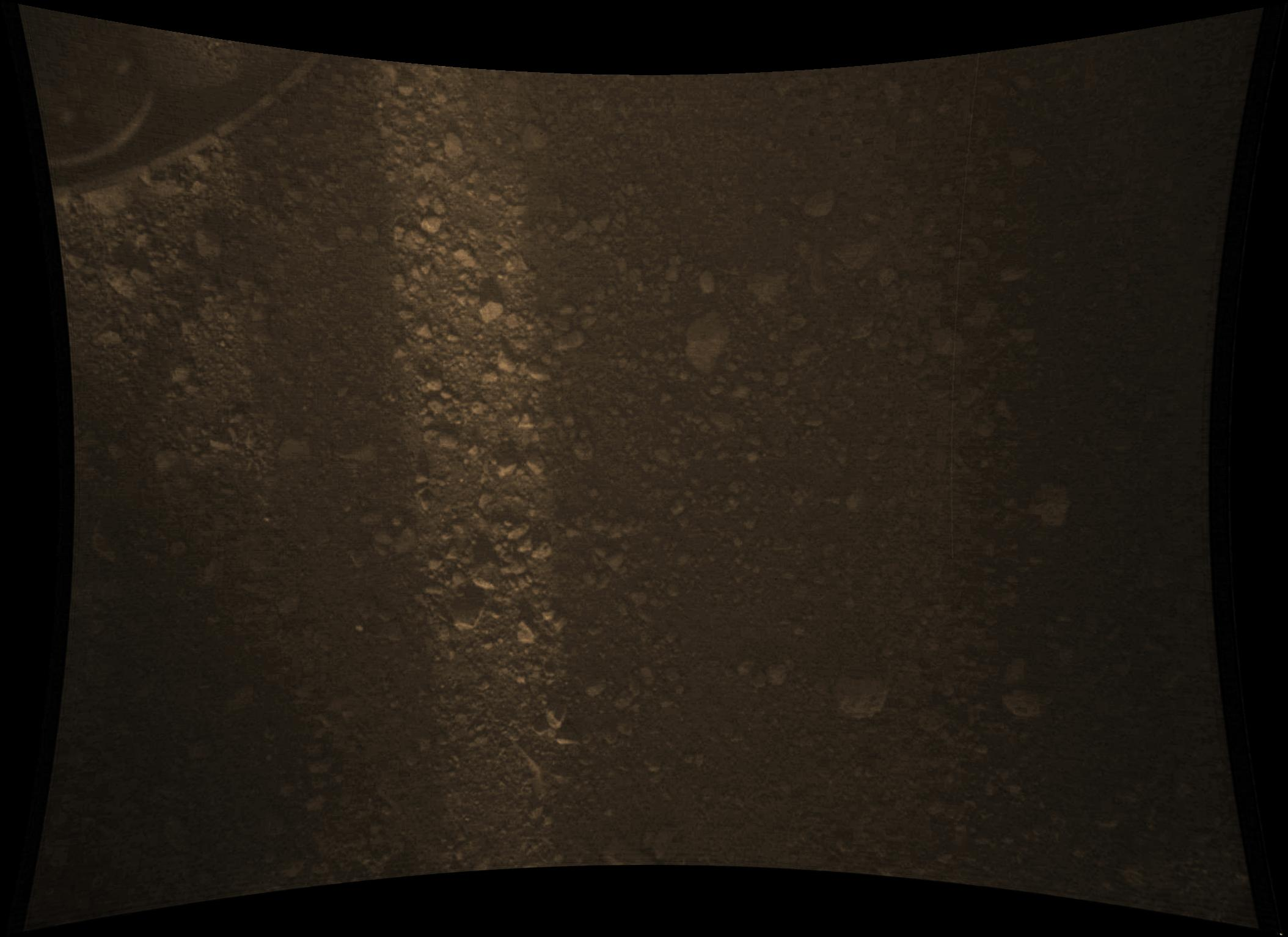
着陆相机看到的火星表面

- 火星着陆相机(MARDI)：在降落火星表面的过程中，着陆相机每秒获取4张像素为1600×1200，曝光时间0.9毫秒的彩色图像。从3.7公里高度准备抛弃隔热罩前不久开始，每秒拍摄4次，直到着陆后数秒钟。这些照片提供了火星车在着陆过程中运动的工程信息，以及它周边地形的科学信息。2007年，美国宇航局没有采用着陆相机，但马林空间科学系统公司利用自己的资源进行了开发[80]。着陆后，它可拍摄1.5毫米/像素(0.059英寸)的表面视图拍摄[81]，首张着陆后的照片拍摄于2012年8月27日(第20个火星日)[82]。
- 工程相机：另外还有12台可移动相机：
  - 避障相机(Hazcams)：火星车的四个角落都安装有两台黑白导航相机(避障相机)[83]，它们提供了即将进入车轮下方的潜在障碍物特定视图。
  - 导航相机(Navcams)：火星车使用安装在桅杆上的两对黑白导航相机来支持地面导航[83]，它们提供了前方更远处的地形视

## 历史

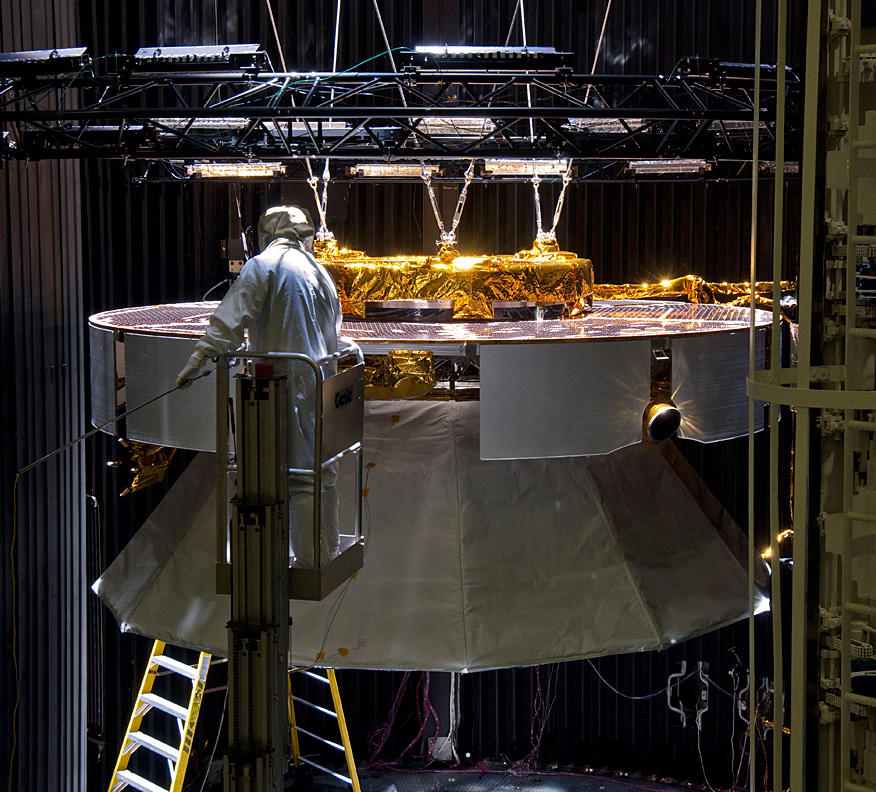
火星科学实验室的巡航段正在加利福尼亚州帕萨迪纳附近的喷气推进实验室进行测试。

火星科学实验室在2003年被美国国家研究委员会十年调查委员会推荐为最优先级的中型火星任务。2004年4月，美国宇航局发布火星车科学仪器提案公告，并在同年12月14日选定了八项建议。部件的测试和设计也于2004年底开始，包括洛克达因航太公司设计的可在燃料泵入压力固定情况下，将推力从15%调节至100%的单推进剂引擎。

### 成本超支、延期和发射
到2008年11月，大部分软硬件已开发完成，但测试仍在继续。此时，成本超支约4亿美元。为赶上发射日期，取消了一些仪器和样本保存，简化了其他仪器和相机，以加快探测车的测试和集成。次月，由于测试时间不足，美国宇航局将发射时间推迟至2011年底。最终，火星车开发成本达到24.7亿美元，这还只是最初被列为中等成本任务、最高预算为6.5亿美元的火星车所花费的开支，此外，宇航局还需要另外的8200万美元来满足11月计划的发射。截至2012年，该项目已超支了84%
火星科学实验室于2011年11月26日从卡纳维拉尔角搭乘宇宙神五号火箭发射升空。2012年1月11日，该航天器在三个小时内通过一系列助推器引擎的点火，成功改善了轨道，将火星车着陆时间提前了约14个小时。火星科学实验室发射时，该项目的负责人是美国宇航局行星科学部门的道格·麦克奎斯逊。
2012年8月6日协调世界时5时17分57秒，“好奇号”成功降落在盖尔撞击坑中，并传送了避险相机确认方向的图像。由于着陆时火星与地球间的距离以及无线电信号的延时，着陆后14分钟内地球没收到信号。“火星勘测轨道飞行器”发回了一张高分辨率成像科学设备相机拍摄的“好奇号”在降落伞下下降的照片。
着陆数小时后，“好奇号”团队六名资深成员召开了新闻发布会，他们是：
- 美国宇航局副局长约翰·格伦斯菲尔德
- 喷气推进实验室主任查尔斯·伊拉奇(Charles Elachi)
- 火星科学实验室项目经理彼得·泰辛格(Peter Theisinger)
- 火星科学实验室项目副经理理查德·库克(Richard Cook)
- 火星科学实验室进入、下降和着陆负责人亚当·施特尔茨纳(Adam Steltzner)
- 项目科学家约翰·格勒青格(John Grotzinger)[95]。

### 命名

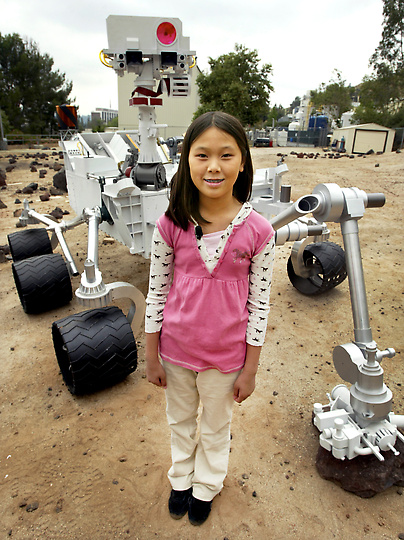
华裔女学生马天琪。

2009年3月23日至29日期间，公众通过美国宇航局网站上的一项民意调查，对九条入围火星车征名的名字（探险、阿米莉亚、征程、洞察、追求、黎明、视野、奇迹和好奇）进行了投票。2009年5月27日，宣布获胜名称为“好奇号”。该名字是由堪萨斯州六年级华裔女学生马天琪(Clara Ma)在一次作文比赛中提交的。
好奇心是永恒的火焰，它在每个人心中燃烧，让我早上起床，就想知道这天的生活会带来怎样的惊喜；好奇心是一股强大的力量，没有它，我们就不会成为今天的我们；好奇心是我们日常生活中的激情之源，正因为我们充满想象力和好奇心，我们才能成为探险家和科学家。——马天琪，美国宇航局/喷气推进实验室火星车命名竞赛

### 着陆地选择

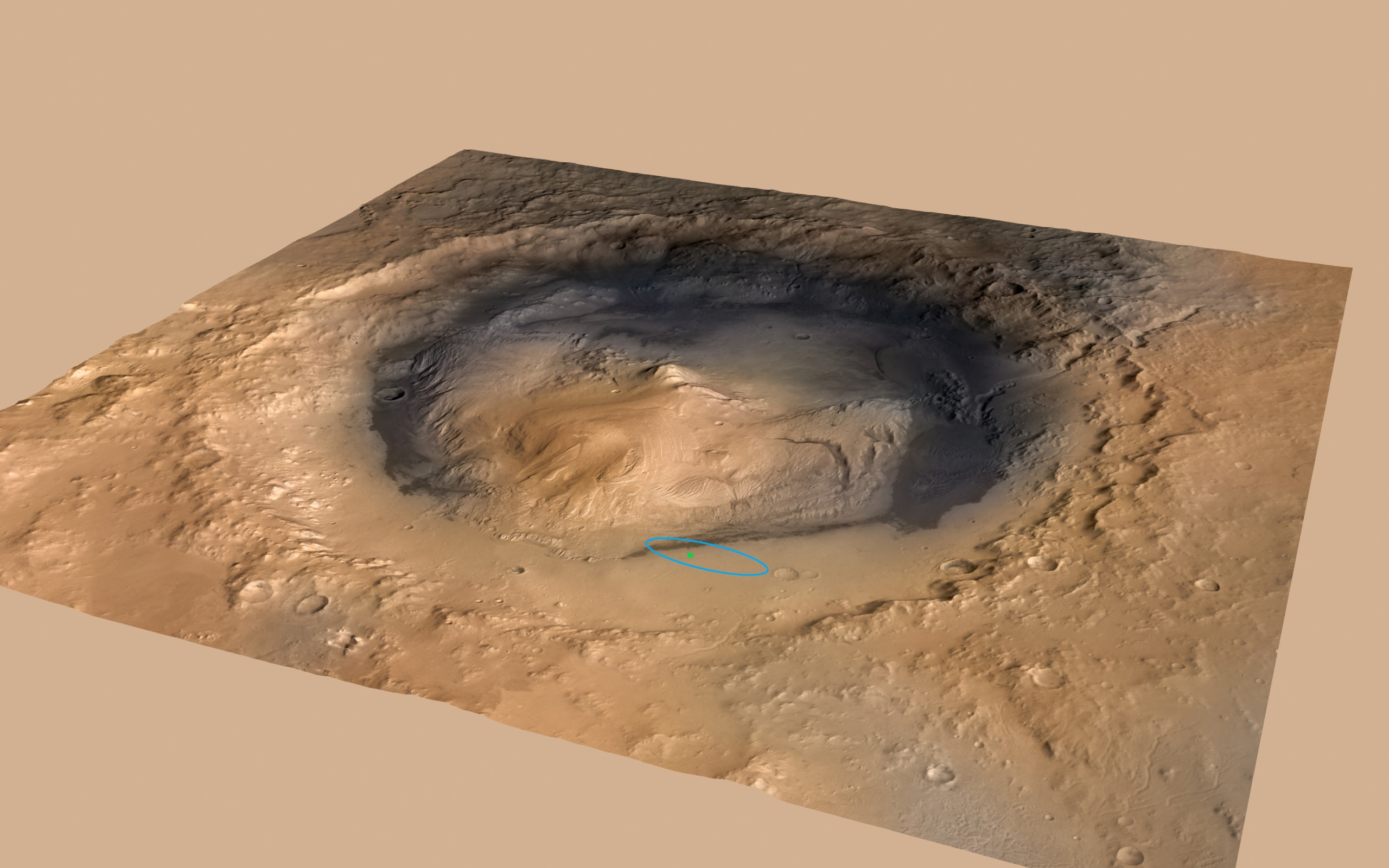
坐落在盖尔撞击坑中间的埃俄利斯山 – 绿点 标志出“好奇号”火星车在埃俄利斯沼中的着陆点– 下方为北。

在评估过60多处着陆后点，2011年7月，最终选择了盖尔撞击坑。选择该地的主要目的是确定一处特定的地质环境，或一类支持微生物生命的环境。规划人员希望寻找一处有助于实现多种科学目标的地点，他们更倾向选择在形态和矿物上能证明曾有过水的着陆点。此外，
首选光谱显示存在多种水合矿物，粘土矿物和硫酸盐构成丰富的场所。赤铁矿、其他氧化铁、硫酸盐矿物、硅酸盐矿物、二氧化硅以及可能的氯化物矿物等被认为是化石保存的可能基质，事实上，所有这些在地球上都有助于保存化石形态和分子。复杂的地形有利于找到宜居条件的证据，但漫游车必须能安全到达现场并在其中行驶。
工程限制着陆点与火星赤道间夹角必须小于45度，且不高于参考基准面1公里。在首次火星科学实验室着陆点研讨会上，确定了33处候选着陆点。到2007年底第二次研讨会结束时，名单已减至6处；2008年11月，在第三次研讨会上，项目负责人将该名单缩小到以下四个着陆点：
| 名称                     | 位置                                | 高度                | 注释                                         |
| ------------------------ | ----------------------------------- | ------------------- | -------------------------------------------- |
| 埃伯斯瓦尔德撞击坑三角洲 | 23°52′S 326°44′E / 23.86°S 326.73°E | -1450米(-4760英尺)  | 古河流三角洲。                               |
| 霍顿撞击坑冲积扇         | 26°22′S 325°06′E / 26.37°S 325.10°E | -1940米(-6360英尺)  | 干涸湖床。                                   |
| 盖尔撞击坑               | 4°29′S 137°25′E / 4.49°S 137.42°E   | -4451米(-14603英尺) | 坑中有一座5公里(3.1英里)高的层状山丘，中选。 |
| 马沃斯谷位置二           | 24°01′N 341°02′E / 24.01°N 341.03°E | -2246米(-7369英尺)  | 被特大洪水冲刷出的河道。                     |

2010年9月下旬举行了第四次着陆点研讨会；第五次也是最后一次研讨会于2011年5月16日至18日召开。2011年7月22日，宣布盖尔撞击坑被选为火星科学实验室任务的着陆场。

## 发射

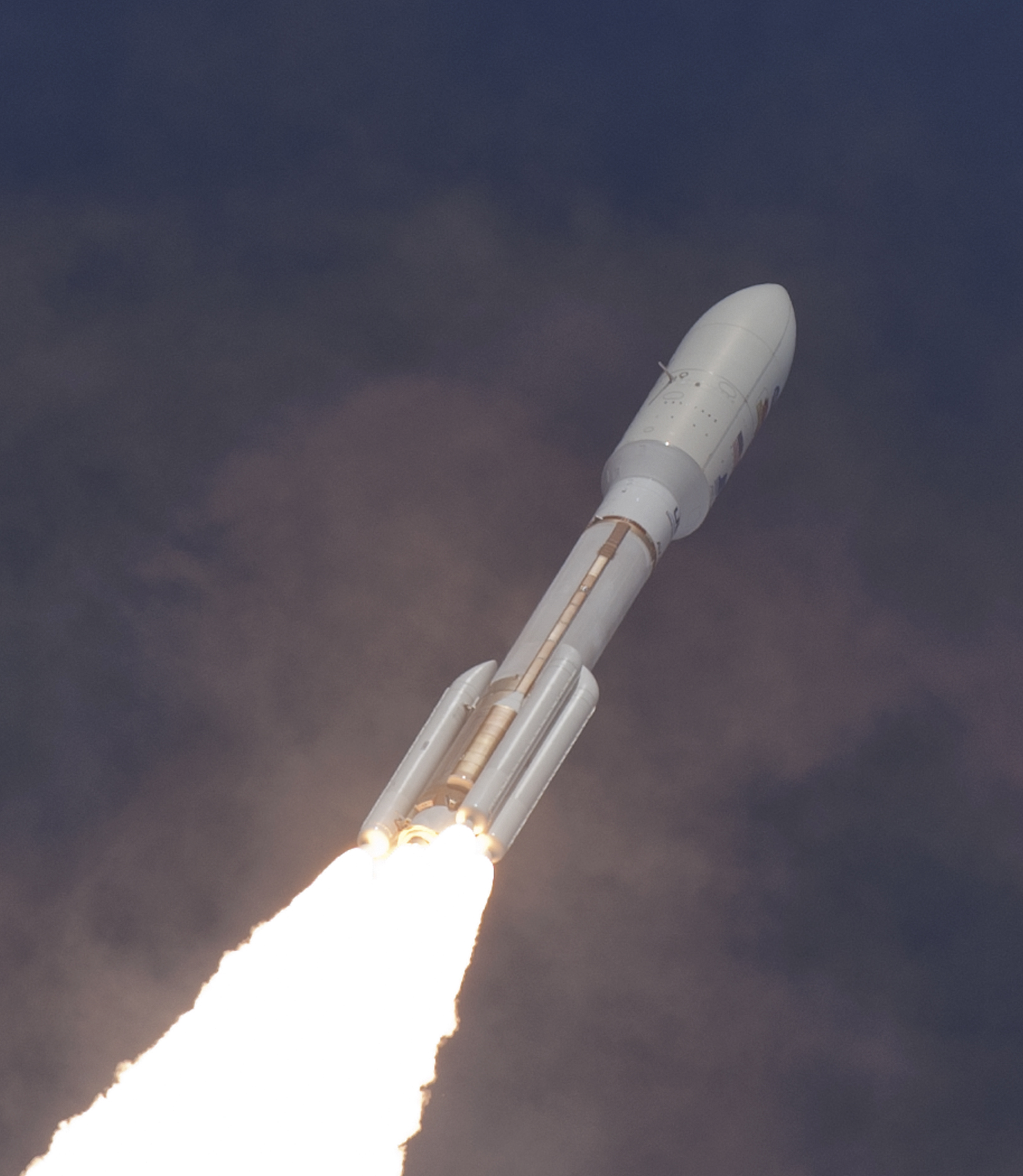
火星科学实验室从卡纳维拉尔角发射升空

### 运载火箭
擎天神五號運載火箭可将高达8290千克（18280磅）的载荷发射到地球同步转移轨道，它曾发射过火星勘测轨道飞行器和新视野号探测器。
2011年10月9日，一、二级运载火箭与固体助推器一起被竖立在发射台旁，2011年11月3日，装载了火星科学实验室的整流罩被运至发射台。

### 发射过程
2011年11月26日协调世界时15时02分，火星科学实验室搭乘联合发射联盟提供的宇宙神5号541型运载火箭，从卡纳维拉尔角空军基地41号航天发射台发射升空。该型两级火箭的第一级为捆绑了四台固体火箭助推器（SRB）、由RD-180火箭发动机驱动的3.8米（12英尺）长公共核心助推器（CCB）；第二级为带有直径5米载荷整流罩的半人马座火箭。 美国宇航局的发射服务计划依据美国宇航局发射服务 (NLS)I合同协调执行。

## 巡航

火星科学实验室的轨迹动画
地球·
火星·
火星科学实验室

### 火星转移轨道
2011年11月26日，火星科学实验室航天器发射不久，阿特拉斯五号运载火箭的半人马座上面级就将它推离地球轨道，插入日心火星转移轨道。在与半人马座火箭分离前，为确保姿态控制，航天器在36210公里/小时（225500英里/小时）前往火星的巡航期间，以每分钟2圈的转速保持自旋稳定。
在巡航过程中，部署在两组中的八具推进器被用作致动器来控制自旋速率，并执行轴向或横向轨迹修正机动。通过环绕中心轴旋转，使它保持了稳定的姿态。一路上，巡航段进行了四次轨迹修正操作，以调整航天器朝向着陆点的路径。两部X波段天线将相关信息发回给任务控制员。巡航段的一项关键任务是控制所有航天器系统的温度，并将太阳能电池和电机等电源产生的余热散发到太空中。在一些系统中，多层隔热毯确保一些敏感科学仪器的温度高于太空近绝对零度以上。恒温器监控温度并根据需要打开或关闭加热和冷却系统。

## 巡航

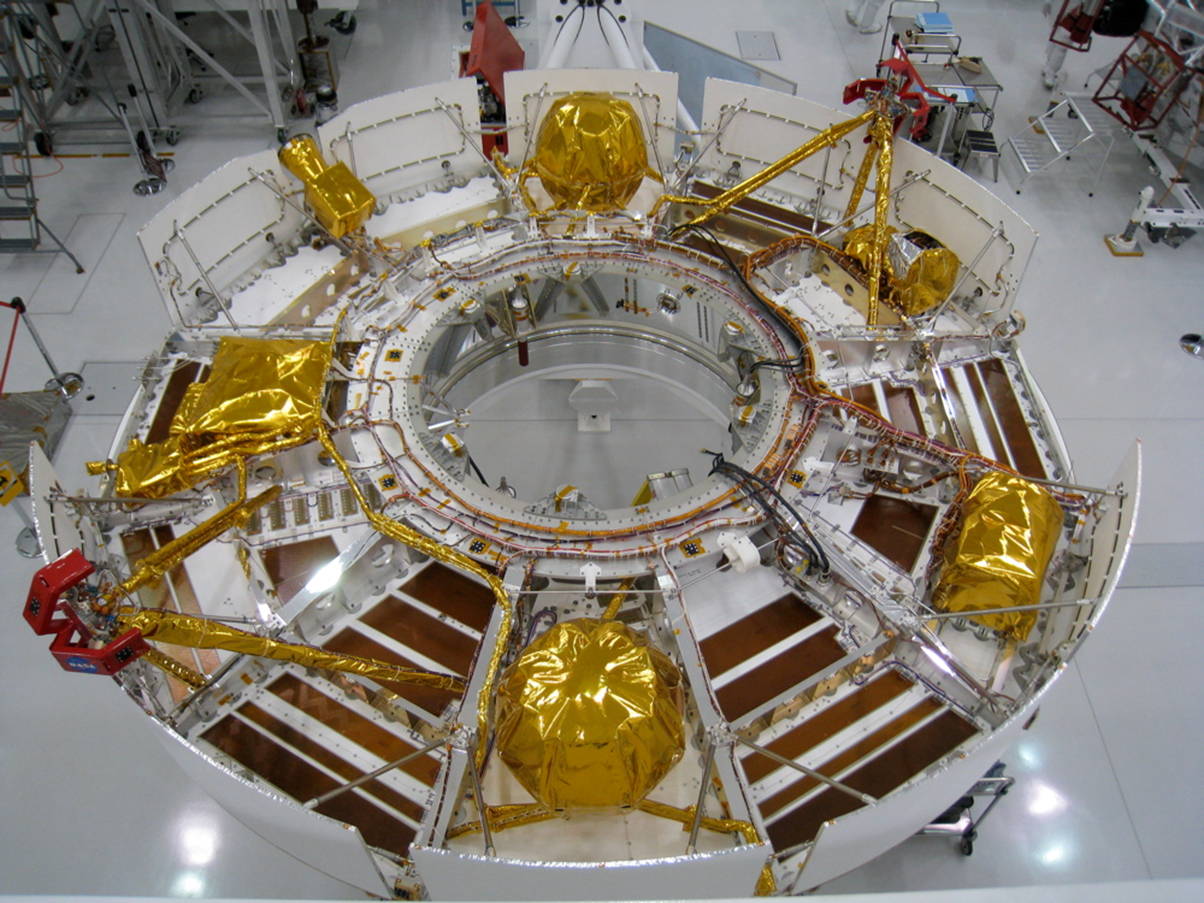
组装中的火星科学实验室巡航段

巡航段载着火星科学实验室航天器穿越浩瀚的太空将它运送至火星，这次星际飞越在253天内完成了3.52亿英里的路程。巡航级有自己的微型推进系统：八具使用两只钛制油箱中联氨燃料的推进器；它也有自己的电力系统，由太阳能电板和电池组成，以提供持续的电力。到达火星后，航天器停止自旋，一台电缆切割剪将巡航级与气动外壳分离，随后巡航级转移到单独的轨道进入火星大气层。2012年12月，“火星勘测轨道飞行器”发现了巡航段的碎片场。由于硬件的原始尺寸、速度、密度和撞击角已知，它将可提供火星表面撞击过程和大气层特性的信息。

## 进入、下降和着陆

### 航天器进入、下降和着陆系统
由于火星大气层太稀薄，仅靠降落伞和大气制动无法实现有效着陆，因此在火星上着陆大质量物体特别具有挑战性。虽然之前的一些任务使用安全气囊来缓解着陆时的冲击，但“好奇号”火星车太重，无法采用这种方法。取而代之的是，“好奇号”使用了一种新的高精度进入、下降和着陆系统（EDL）来降落到火星表面。该系统是火星科学实验室航天器下降段的一部分，包括降落伞、空中吊车、燃料和气动外壳，总质量2401千克（5293磅）。与火星探测漫游者着陆系统使用的150×20公里（93×12英里）椭圆着陆区相比，新系统可将“好奇号”降落在一处20×7公里（12.4×4.3英里）范围的椭圆着陆区内。
进入-下降-着陆（EDL）系统不同于其他任务使用的系统，它不需要交互式地由地面生成任务计划。在整个着陆阶段，着陆器将根据预加载的软件和参数自动运行。进入-下降-着陆系统基于海盗号衍生的减速结构和推进系统，用以精确引导进入和软着陆，与20世纪90年代中期火星探路者号和火星探测漫游者任务使用安全气囊着陆形成对比。航天器按精确顺序使用数个系统，将进入、下降和着陆顺序划分为四个部分—以下描述了2012年8月6日展开的航天事件。

### 2012年8月6日，进入-下降-着陆过程

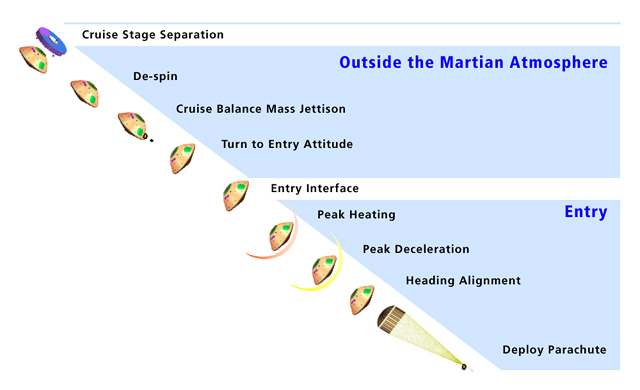
从巡航段分离到展开降落伞进入火星大气层的过程。

尽管着陆时间很晚，尤其是美国东海岸，当时为凌晨1时31分，但着陆引起了公众极大的兴趣。有320万人观看了着陆现场直播，大多数人通过网络观看，而不是通过美国宇航局电视频道或有线新闻网络直播。经过56327.04万公里（3.5亿英里）的旅程后，火星车的最终着陆点距目标不到2.4公里（1.5英里）。除了流媒体和传统的视频观看之外，喷气推进实验室还制作了太阳系之眼，这是一种基于真实数据的进入、下降和着陆三维实时模拟。根据喷气推进实验室预测，好奇号在软件中显示的着陆时间与现实相差不到1秒。
火星科学实验室到火星的进入-下降-着陆阶段只花了七分钟，并按照喷气实验室工程师预先编程的顺序自动展开，进入、下降和着陆顺序发生在四个不同事件阶段：

#### 进入引导

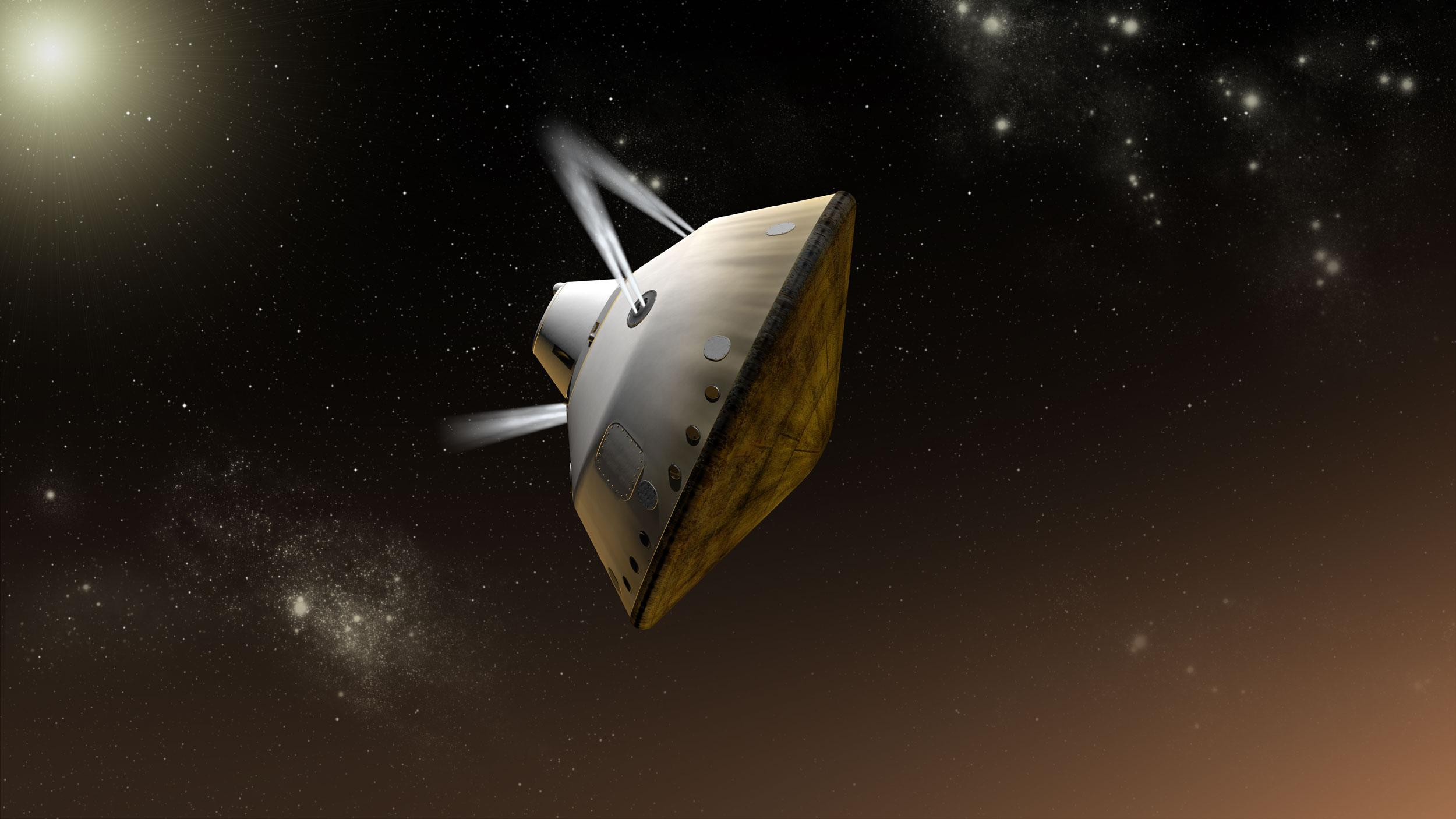
引导进入是让航天器精确转向计划的着陆点的阶段

精确引导进入利用机载计算机能力引导自身朝向预定着陆点，将着陆精度从数百公里提高到20公里（12英里）。这种能力有助于消除可能出现在较大着陆椭圆区中的一些不确定着陆危险。转向是通过综合使用推进器和可弹出平衡块来实现的，可弹出平衡块移动降落舱的质心，从而在大气层阶段产生升力矢量。导航计算机收集测量到的数据，估算生成自动扭转太空舱位置和姿态的指令，这是首个使用精确着陆技术的行星任务。
火星车被收起放置在穿越太空和进入火星大气层期间保护它的气动外壳内。在进入大气层前10分钟，气动外壳与飞行途中提供动力、通信和推进的巡航段分离。分离一分钟后，为抵消航天器每分钟2圈的自转，气动外壳上的引擎点火，并使隔热罩朝向火星，为进入大气层做准备。隔热罩由酚碳热烧蚀板(PICA)制成，直径4.5米（15英尺）的隔热罩是有史以来太空飞行中最大的，它通过与火星大气层的摩擦烧蚀，降低航天器速度，使大气界面速度从约5.8公里/秒（3.6米/秒）降低到约470米/秒（1500英尺/秒），大约4分钟后，就可展开降落伞。进入大气层1分15秒，随着大气压力将动能转化为热量，隔热罩经历了高达2090摄氏度（3790华氏度）的峰值温度。热峰值10秒后，减速峰值达到15个g。
降低着陆精度误差的大部分方式是通过再入引导算法实现的，该算法源自阿波罗计划中用于引导阿波罗指令舱返回地球的算法。该制导利用气动外壳承受的升力来“飞出”任何探测到的范围误差，从而到达目标着陆点。为了使气动外壳具有升力，其质心需偏离中轴线，从而在大气层飞行中产生偏心配平角。这是通过在进入大气层前几分钟弹出两个75千克（165磅）钨配重压载物实现的。升力矢量由两组四台反推力系统（RCS）引擎控制，每对引擎约产生500牛（100磅力）的推力。这种改变升力方向的能力使航天器能够对周围环境做出反应，并转向着陆区。在降落伞展开之前，进入飞行器弹出更多的压载物，包括六块25千克（55磅）的钨块，从而消除了重心偏移。

#### 伞降

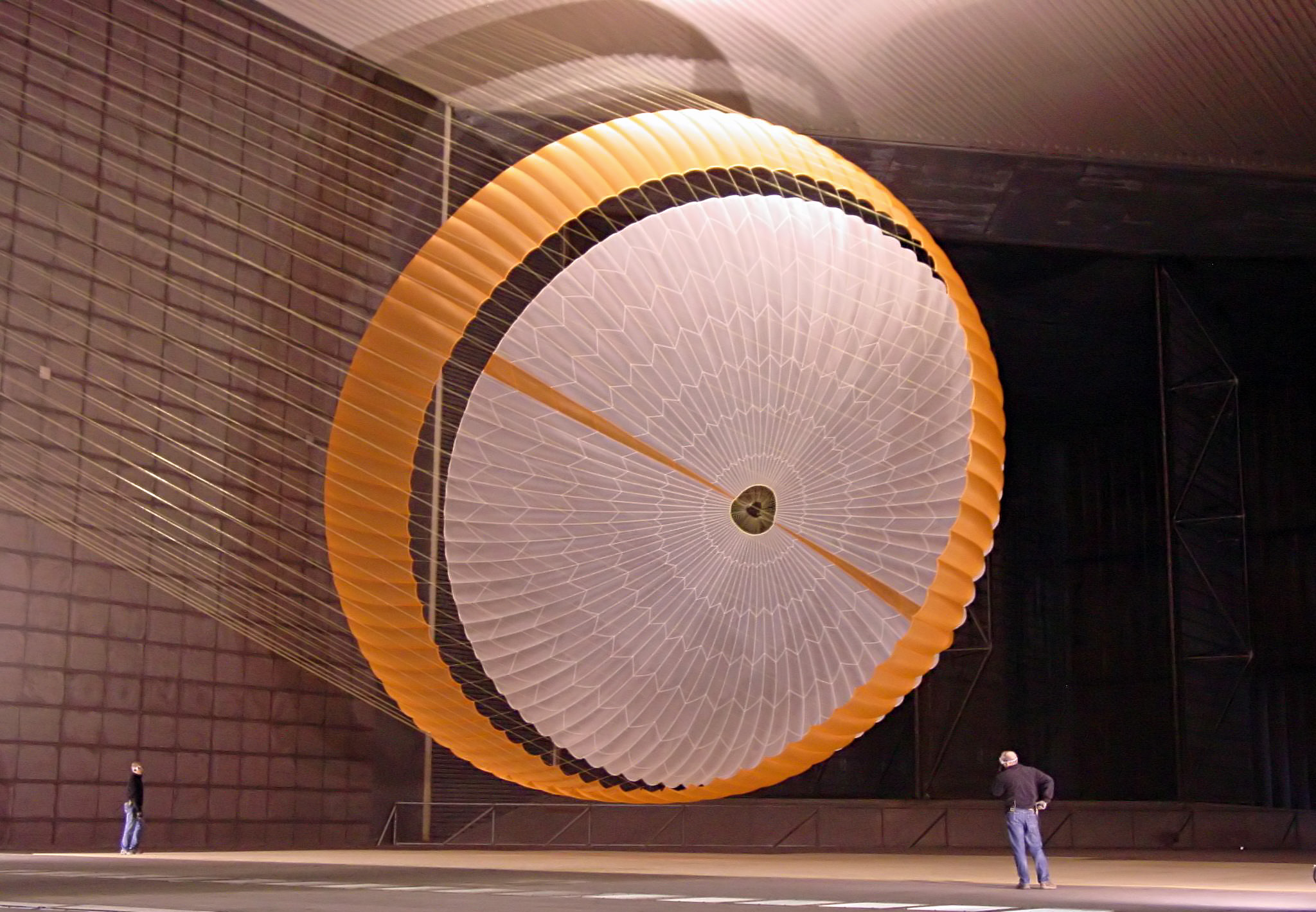
火星科学实验室的降落伞直径为16米（52英尺）。

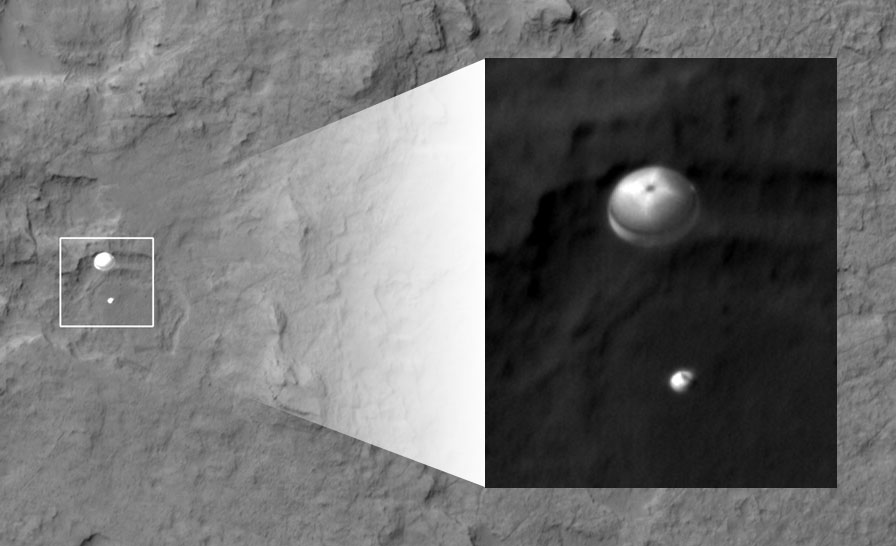
2012年8月6日，当探测器降落到地面时，美国宇航局的火星勘测轨道飞行器发现了“好奇号”漫游车及其降落伞。

就像之前的海盗号、火星探路者号和火星探测漫游者等着陆器一样，当进入阶段完成，降落舱在大约10公里（6.2英里）的高度减速至约470米/秒（1500英尺/秒）时，超音速降落伞释放。降落伞有80根吊绳，长度超过50米（160英尺），直径约16米（52英尺），这种降落伞能在2.2马赫的速度下展开，在火星大气层中可产生高达289千牛（65000磅力）的阻力。降落伞打开后，隔热罩分离并脱落。在探测车传感器确认成功着陆之前的约2分钟内，探测车下方的一台相机以每秒5帧（分辨率为1600×1200像素）的速度拍摄3.7公里（2.3英里）以下的地面地貌。“火星勘测轨道飞行器”小组获得了火星科学实验室在降落伞下下降的图像。

#### 动力下降

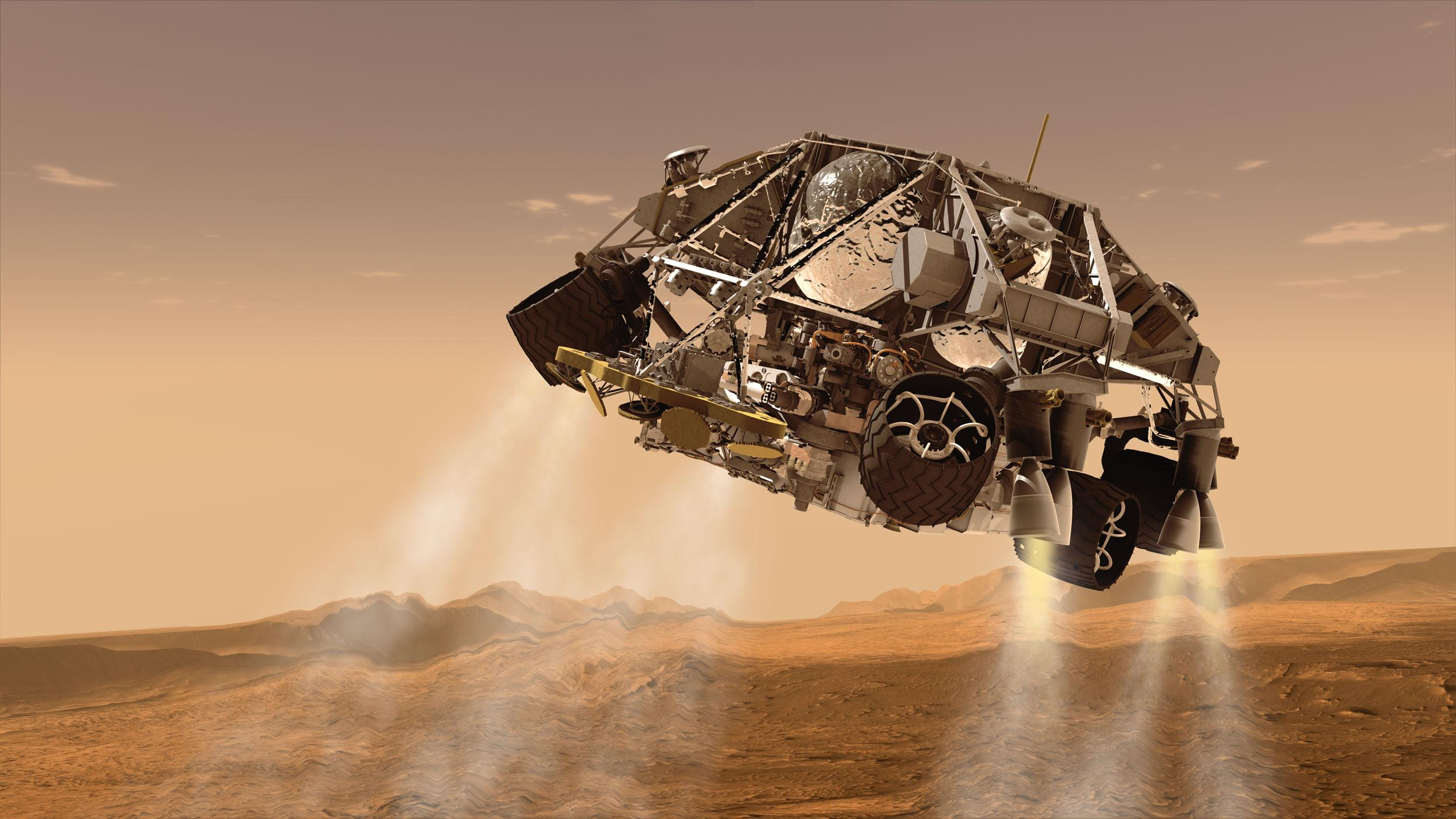
动力下降阶段

降落伞减速后，在大约1.8公里（1.1英里）的高度，仍以大约100米/秒（220英里/小时）的速度下落，火星车和下降段从气动外壳中掉出。下降段是火星车上方的一座平台，带有八台可变推力的单组元联氨火箭推进器，安装在围绕该平台的延伸臂上，以减缓下降速度。每台被称作火星着陆引擎（MLE）的火箭推进器可产生400至3100牛顿（90至697磅力）的推力，是从海盗号着陆器上使用的推进器派生而来。一架雷达高度计测量高度和速度，并将数据输入到火星车飞行计算机。同时，火星车从其搭载飞行配置转变为着陆配置，同时被“天车”系统吊放到下降段下方。

#### 空中吊车

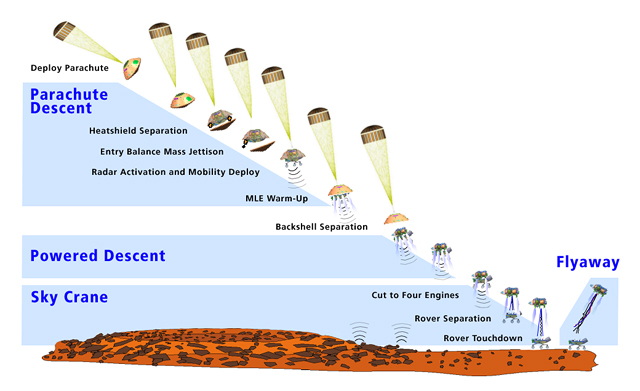
进入过程从降落伞展开经过动力下降，结束于空中吊车飞离。

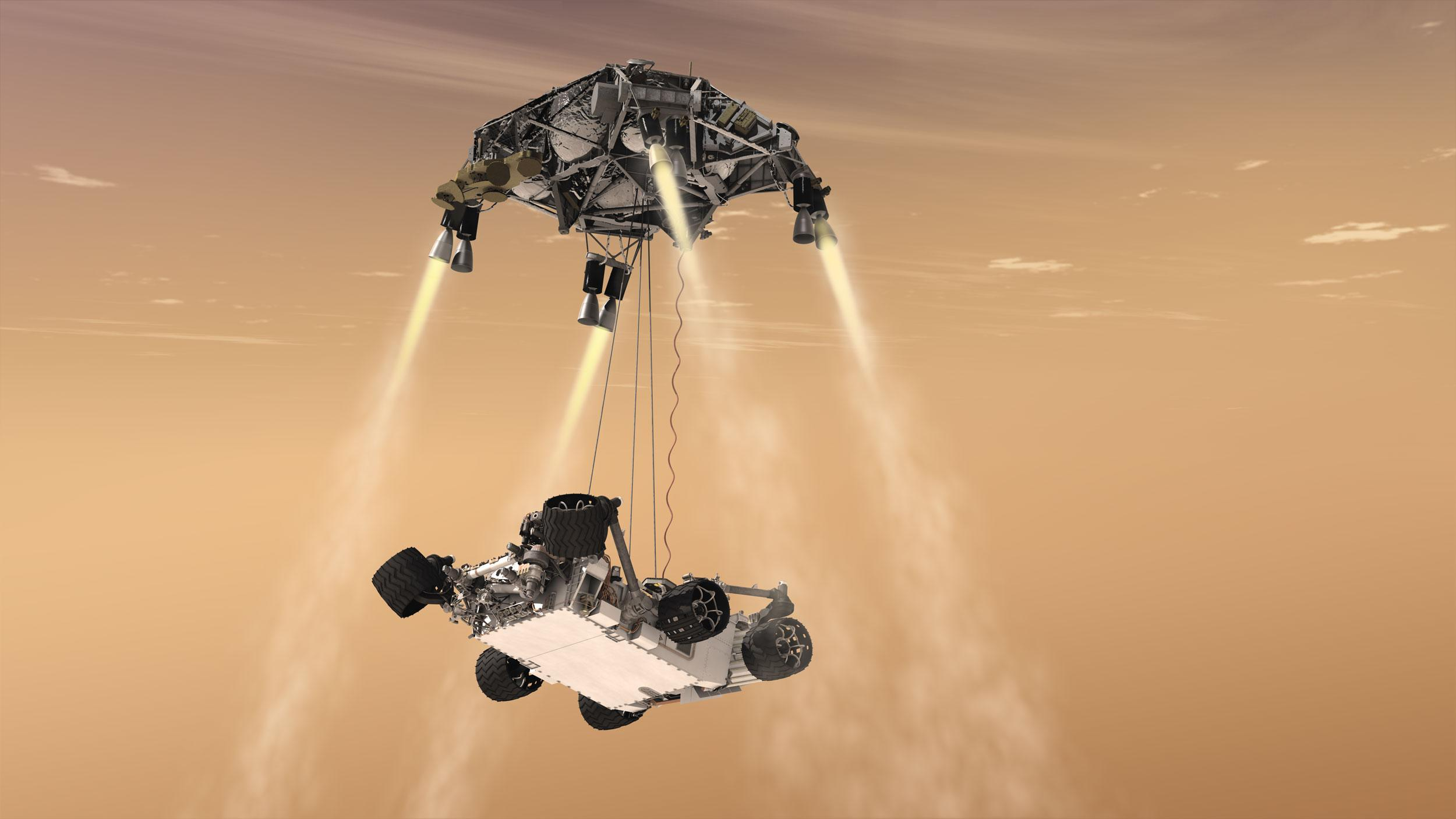
“好奇号”火箭动力下降段想象图。

出于多种原因，火星科学实验室选择了一种不同的着陆系统，与之前的火星着陆器和漫游车相比，“好奇号”被认为太重，无法使用火星探路者号和火星探测漫游者上采用的安全气囊着陆系统，且支架式着陆器的方法可能会导致数种设计问题。着陆时，需要有安装得足够高的发动机，以避免形成可能损坏火星车仪器的尘埃云。这将需要较长的着陆支腿，而这些支腿又需要相当大的宽度来保持较低的重心。支架式着陆器还需要配置坡道导轨，以便漫游车能够行驶到地面，这会给任务带来额外的风险，因为偶然的岩石或倾斜会阻止“好奇号”顺利驶离着陆器。面对这些挑战，火星科学实验室的工程师们提出了一种新颖的替代解决方案：天车。空中吊车系统使用7.6米（25英尺）的系绳降下火星车，软着陆-将车轮放落在火星表面。该系统包括三根吊放火星车的尼龙系绳和一根在下降阶段和漫游车之间传输信息和电力的电缆。随着支撑电力和数据电缆的松开，火星车的六只电动车轮卡入到位。在离下降段下方约7.5米（25英尺）高度处，天车悬停，火星车着陆。着陆后，火星车等待两秒钟，在通过检测车轮上的重量确认落在坚实地面上后，触发数枚爆炸螺栓（小型爆炸装置）激活系绳和电缆上的切割剪，与下降段分离。下降段随后飞向650米（2100英尺）外坠毁。这种空中吊车的概念以前从未在任务中使用过。

### 着陆地
火星科学实验室的目标着陆点位于盖尔撞击坑 内一处20×7公里（12.4×4.3英里）的椭圆形区，该陨坑直径154公里（96英里），坑内坐落了一座高出坑底5.5公里（18000英尺），名为埃俄利斯山（夏普山）的层岩山丘，“好奇号”就降落在该山丘前埃俄利斯沼内平坦的“黄刀湾”51区，并将对埃俄利斯山展开调查。
2012年8月6日协调世界时5时31分，在飞越了5.63亿公里(3.5亿英里）的旅程后，火星车成功降落在距计划着陆椭圆区中心不到2.4公里（1.5英里）的地方。2012年8月22日，登陆后的第16个火星日，美国宇航局将该着陆点命名为布雷德伯里着陆场。据美国宇航局称，发射时，“好奇号”上大约带有2万至4万株耐热细菌孢子，但实际数量可能是该数字的1000倍。

## 媒体

### 图像
- “好奇号”着陆点位于盖尔撞击坑内夏普山附近的埃俄利斯沼—下方为北。
- 火星车降落火星时，抛出隔热罩(2012年8月6日协调世界时5时17分)。
- 2012年8月6日，火星勘测轨道飞行器高分辨率成像科学设备看到的系在降落伞下降落的“好奇号”。
- 2012年8月17日，“火星科学实验室”的碎片场(3D版：火星车和降落伞)。
- 2012年8月14日，火星勘测轨道飞行器高分辨率成像科学设备看到的“好奇号”着陆点(布雷德伯里着陆场)。
- 2012年8月6日，“好奇号”着陆后的第一张照片—可以看到火星车的车轮。
- 2012年8月6日，“好奇号”拍摄的第一张火星景观彩照。
- 2012年8月22日，“好奇号”首次行驶测试[160]。

## 延伸閱讀
- M. K. Lockwood.  (PDF). Journal of Spacecraft and Rockets (American Institute of Aeronautics and Astronautics). 2006, 43 (2): 257–257  [2016-06-08]. Bibcode:2006JSpRo..43..257L. doi:10.2514/1.20678. （原始内容存档 (PDF)于2012-08-09）.
- Grotzinger, J. P.; Crisp, J.; Vasavada, A. R.; Anderson, R. C.; Baker, C. J.; Barry, R.; Blake, D. F.; Conrad, P.; Edgett, K. S.; Ferdowski, B.; Gellert, R.; Gilbert, J. B.; Golombek, M.; Gómez-Elvira, J.; Hassler, D. M.; Jandura, L.; Litvak, M.; Mahaffy, P.; Maki, J.; Meyer, M.; Malin, M. C.; Mitrofanov, I.; Simmonds, J. J.; Vaniman, D.; Welch, R. V.; Wiens, R. C. . Space Science Reviews. 2012, 170: 5–56. Bibcode:2012SSRv..170....5G. doi:10.1007/s11214-012-9892-2.—overview article about the MSL, landing site, and instrumentation

## 相关链接
- 火星科学实验室 （页面存档备份，存于）
- 火星科学实验室图片集 （页面存档备份，存于）
- 好奇号登陆瞬间图片集 （页面存档备份，存于）
- 科學論：Curiosity 火星探測車 （页面存档备份，存于）（繁體中文）